# 子育てれび
『子育てれび 』（こそだてれび）とは、フジテレビにて2002年10月1日から2009年3月27日まで放送されていたミニ番組である。
曜日ごとにテーマが違い、小児科医・小児歯科医・保育士などが子育てのアドバイスをする。また視聴者から寄せられた子連れで楽しめる店舗などの情報をアナウンサーが紹介する。
2007年3月までは火 - 金曜日、2007年4月から2009年3月までは水 - 金曜日に放送されていた。
フジテレビでの子育て情報ミニ番組は2009年4月1日よりはじめて記念日(毎週月 - 金曜日 14:00 - 14:05放送)に移行された。

## 放送内容
- 火曜日：体の火曜日
- 水曜日：すくすく水曜日
- 木曜日：モリモリ木曜日
- 金曜日：気になる金曜日

## 出演者
いずれも、出演時点ではフジテレビアナウンサー。
- 笠井信輔
- 福元英恵
- 渡辺和洋

## ナレーション
- 江森浩子

## 放送時刻
- 毎週水曜日から金曜日（2007年3月までは火曜日から金曜日）の11:25 - 11:30（※毎週月曜日には『ペット百科』、火曜日には『スワローズCafe』が放送される）。

## スタッフ
- フジテレビママ会

| フジテレビ 火曜日 11:25 - 11:30のミニ番組      | フジテレビ 火曜日 11:25 - 11:30のミニ番組 | フジテレビ 火曜日 11:25 - 11:30のミニ番組 |
| 前番組                                         | 番組名                                    | 次番組                                    |
| ---------------------------------------------- | ----------------------------------------- | ----------------------------------------- |
| ペット百科                                     | 子育てれび （2002.10 - 2007.3）           | スワローズCafe                            |
| フジテレビ 水 - 金曜日 11:25 - 11:30のミニ番組 |                                           |                                           |
| ペット百科                                     | 子育てれび （2002.10 - 2009.3）           | 水・木-親子クラブ 金-art lover            |